# Pablo Punyed
Pablo Punyed (Miami, 18 aprile 1990) è un calciatore salvadoregno con cittadinanza statunitense, centrocampista del Víkingur e della nazionale salvadoregna.

## Carriera

### Club
Esordisce in Úrvalsdeild con la maglia del Fylkir, mentre con la maglia dello Stjarnan esordisce in Europa League.

### Nazionale
Nel 2014 ha esordito in nazionale.

## Statistiche

### Presenze e reti nei club
Statistiche aggiornate al 4 ottobre 2014.
| Stagione        | Club            | Campionato      | Campionato | Campionato | Coppe nazionali | Coppe nazionali | Coppe nazionali | Coppe continentali | Coppe continentali | Coppe continentali | Supercoppe | Supercoppe | Supercoppe | Totale | Totale |
| Stagione        | Club            | Comp            | Pres       | Reti       | Comp            | Pres            | Reti            | Comp               | Pres               | Reti               | Comp       | Pres       | Reti       | Pres   | Reti   |
| --------------- | --------------- | --------------- | ---------- | ---------- | --------------- | --------------- | --------------- | ------------------ | ------------------ | ------------------ | ---------- | ---------- | ---------- | ------ | ------ |
| 2012            | Fjolnir         | 1D              | 22         | 4          | CI              | 1               | 0               | -                  | -                  | -                  | -          | -          | -          | 23     | 4      |
| 2013            | Fylkir          | Ú               | 11         | 1          | CI              | -               | -               | -                  | -                  | -                  | -          | -          | -          | 11     | 1      |
| 2014            | Stjarnan        | Ú               | 20         | 2          | CI              | 2               | 0               | UEL                | 8                  | 0                  | -          | -          | -          | 30     | 2      |
| 2015            | Stjarnan        | Ú               | 13         | 0          | CI              | 0               | 0               | UCL                | 1                  | 0                  |            |            |            | 14     | 0      |
| Totale carriera | Totale carriera | Totale carriera | 53         | 7          |                 | 3               | 0               |                    | 8                  | 0                  |            | -          | -          | 64     | 7      |

## Palmarès

### Club

#### Competizioni nazionali
- Campionato islandese: 2

Stjarnan: 2014
Víkingur: 2023
- Coppa d'Islanda: 2

Víkingur: 2022, 2023